# کاها (کلبجر)
کاها (به لاتین: Kaha) یک تقسیمات کشوری در جمهوری آذربایجان است که در شهرستان کلبجر واقع شده‌است.